# Eagle Grove (Georgia)
Eagle Grove es un lugar designado por el censo ubicado en el condado de Hart en el estado estadounidense de Georgia. En el año 2010 tenía una población de 164 habitantes.

## Geografía
Eagle Grove se encuentra ubicado en las coordenadas 34°17′30″N 83°0′13″O / 34.29167, -83.00361.